# Сон лучний
Сон лучний, сон-трава лучна (Pulsatilla pratensis), синонім сон чорніючий, сон-трава чорніюча (Pulsatilla nigricans) — гарно квітуча багаторічна трав'яниста рослина з роду сон родини жовтецевих.

## Поширення
Поширена у Центральній та Східній Європі, північних районах Балканського півострова. В Україні зустрічається найчастіше на Лівобережному Поліссі, рідше — на Правобережному Поліссі; на більшій частині лісостепової і степової (за винятком Криму) зон. Росте у соснових лісах, на узліссях, лучно-степових трав'янистих місцинах, на вапнякових та гранітних схилах.

## Опис
Багаторічна трав'яниста рослина заввишки 10–40 см. Листки тричі-перисторозсічені, з'являються до цвітіння рослини або одночасно з квітами. Квітки (діаметр 2–4 см) одиничні, пониклі, вузько-дзвоникоподібні, темно-фіолетові. Цвіте у квітні — травні. Плодоносить у червні. Розмножується насінням.

## Охоронні заходи
Чисельність зменшується внаслідок людської діяльності (розорювання степів, терасування схилів, випасання худоби, зривання на букети тощо). В Україні охороняється у природних заповідниках — Українському степовому (відділ Кам'яні Могили), Канівському і Луганському (відділи Стрільцівський Степ та Провальський Степ), у заказниках загальнодержавного значення — Коростовецькому (Гайсинський район Вінницької області), Самчинецькому Урочищі (Немирівський район Вінницької області), Грабарківському (Могилів-Подільський район Вінницької області), Балка Північна Червона (місто Кривий Ріг, Дніпропетровської області).

## Підвиди
Сон-трава лучна має чотири підвиди:
- Pulsatilla pratensis subsp. pratensis
- Pulsatilla pratensis subsp. bohemica Skalický
- Pulsatilla pratensis subsp. hungarica Soó
- Pulsatilla pratensis subsp. nigricans (Störck)

## Галерея

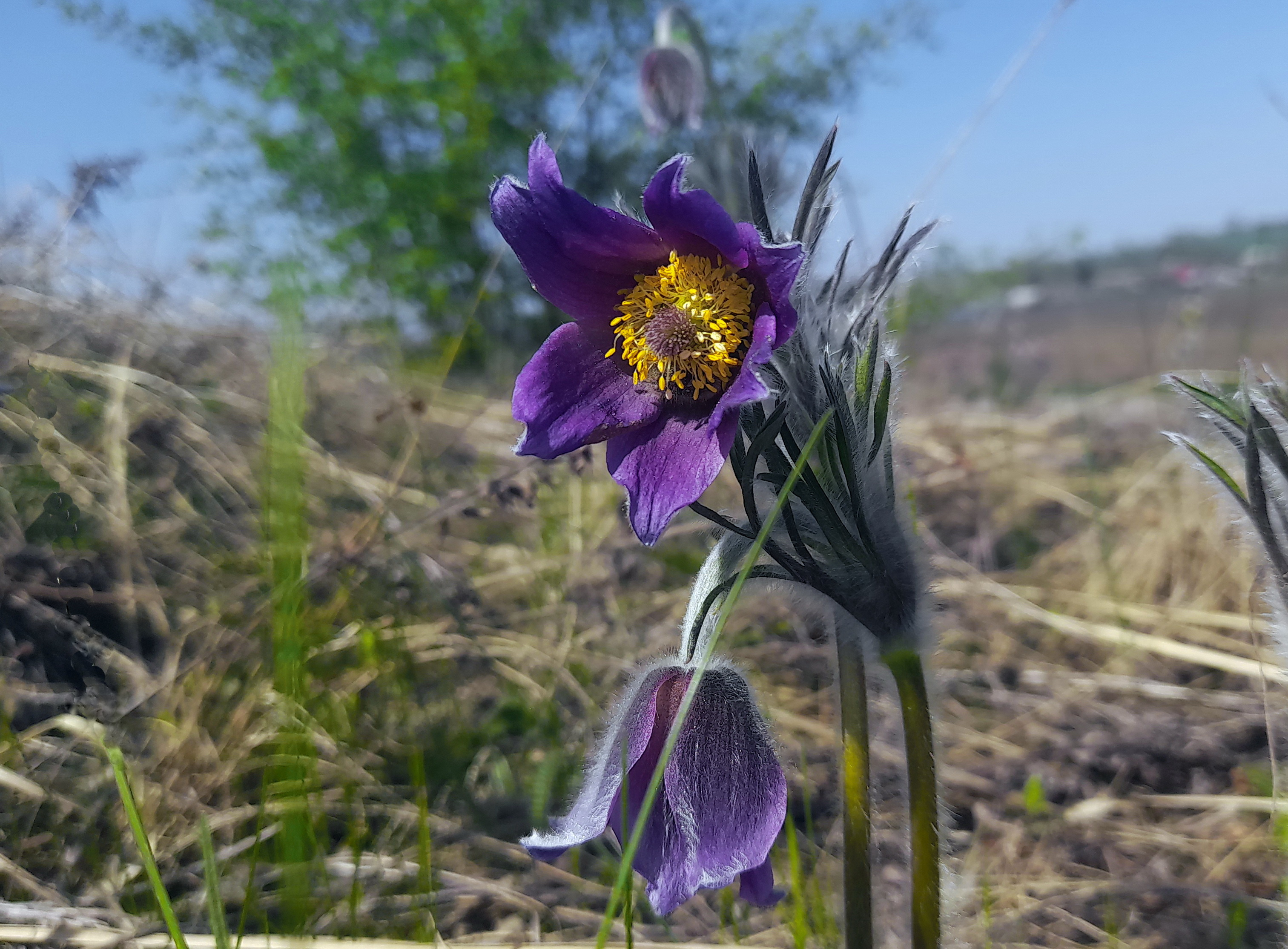
Сон-трава лучна серед степу
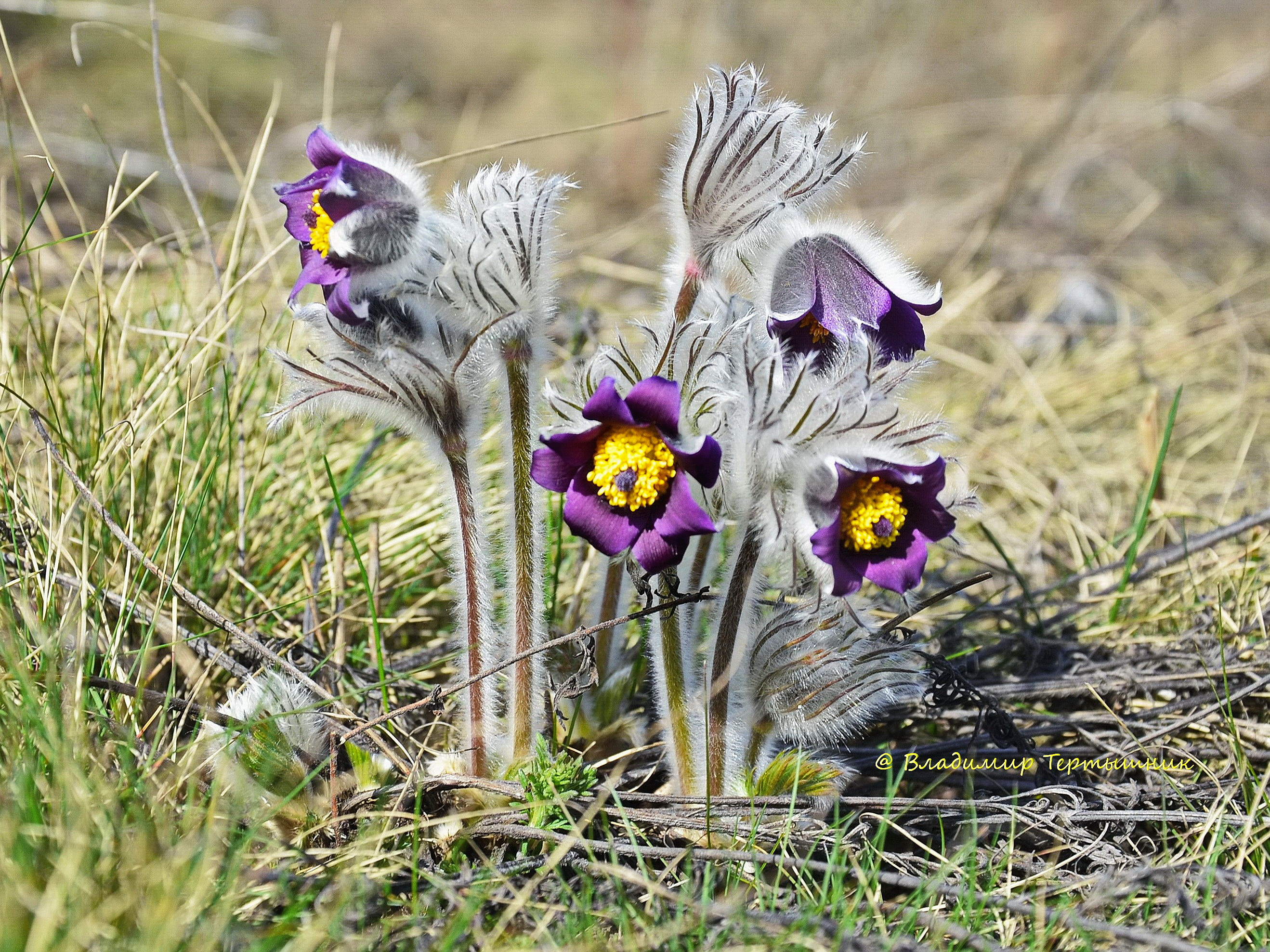
Сон лучний в районі села Весела Роща на Січеславщині
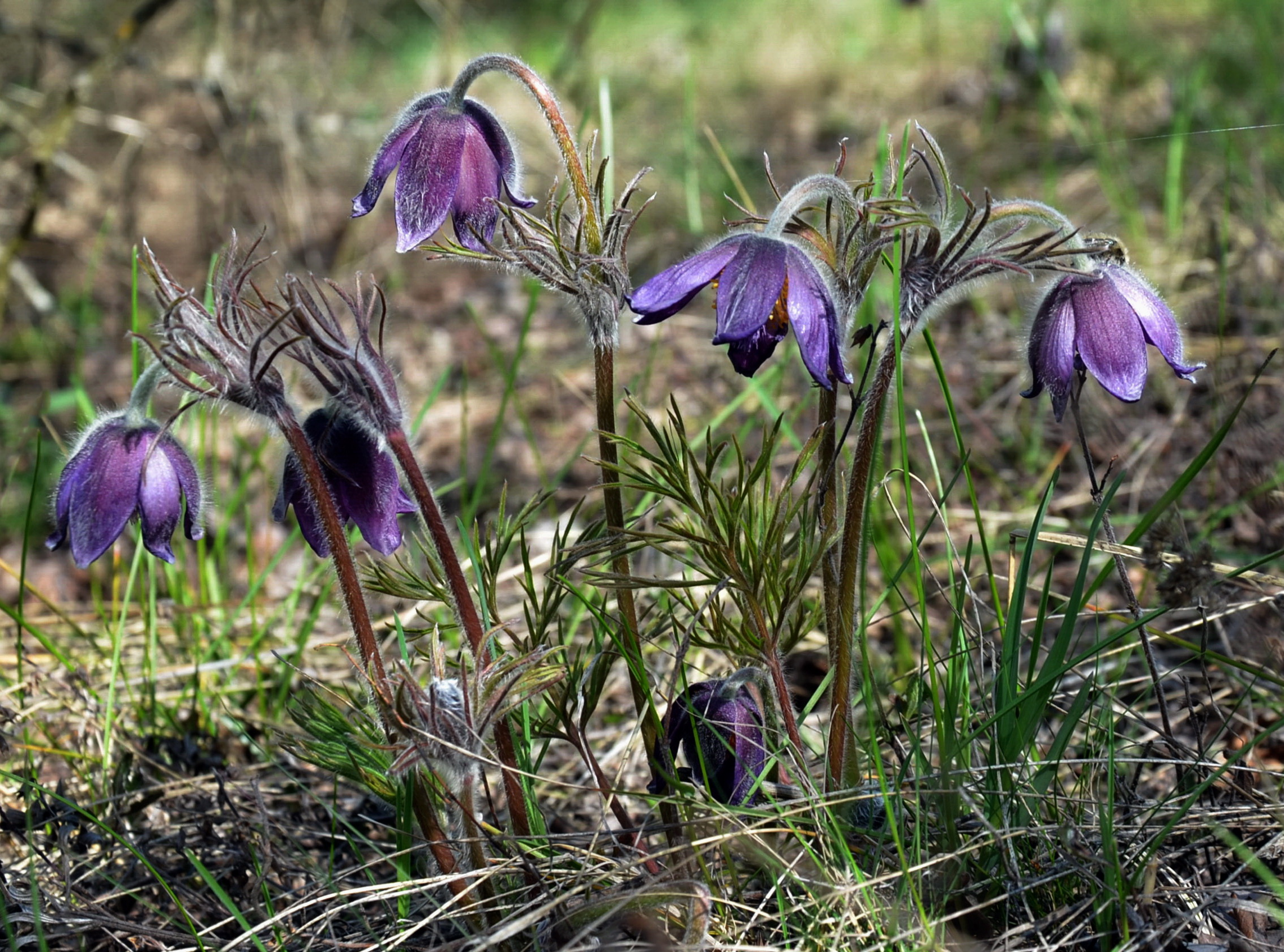
Сон лучний на степових схилах України
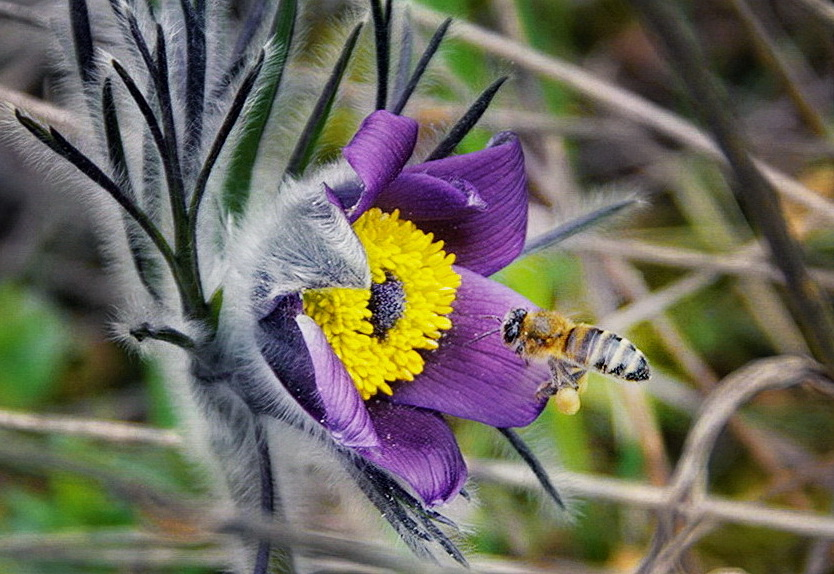
Сон лучний, медонос
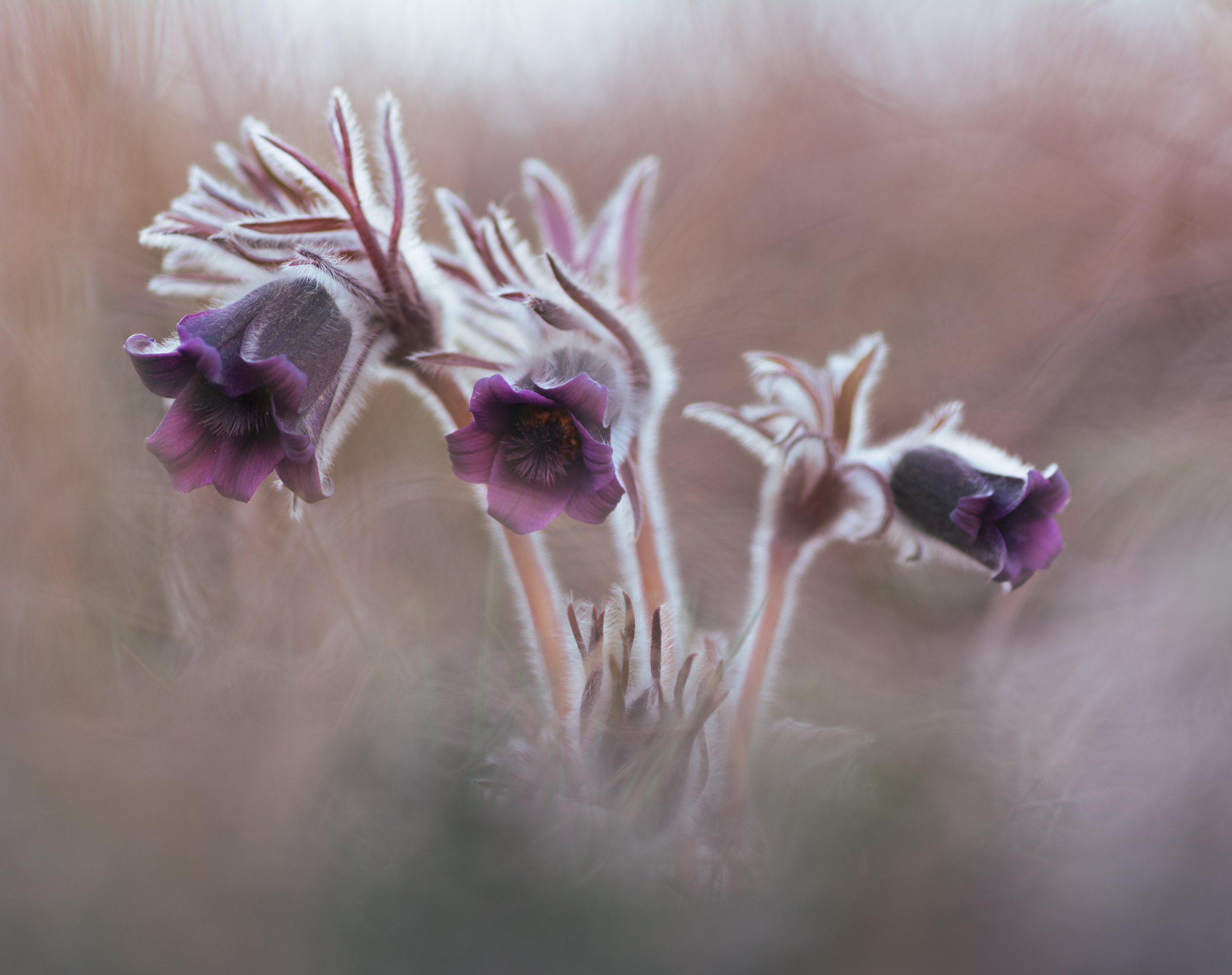
Сон чорніючий (Pulsatilla pratensis) в межах міста Кривий Ріг, Україна.
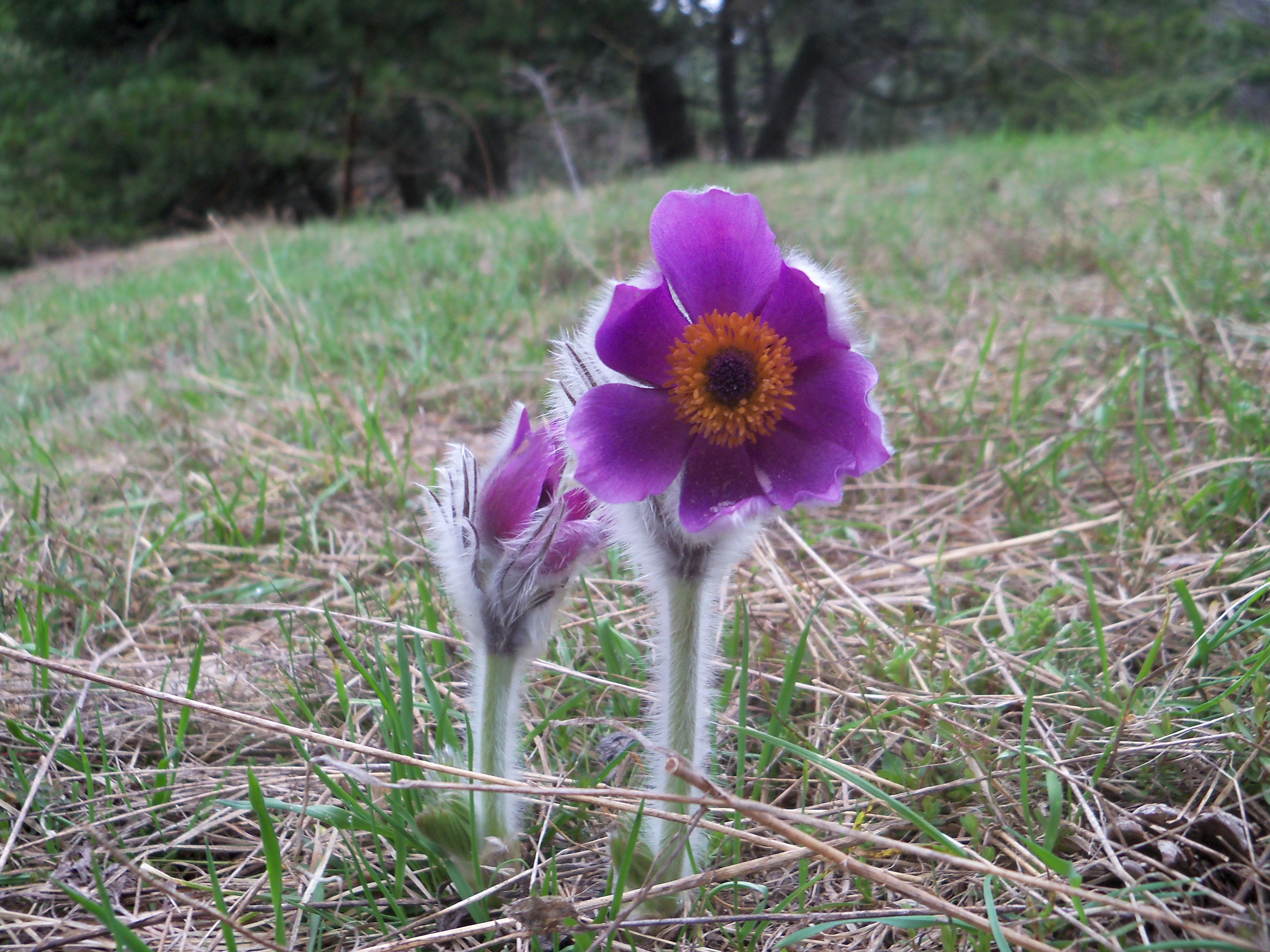
Сон лучний. Крим.